# Rosita Boland
Rosita Boland (geboren 1965 im County Clare) ist eine irische Journalistin und Schriftstellerin.

## Leben
Rosita Boland ist eine Tochter des Regionalpolitikers Joe Boland. Sie studierte am Trinity College Dublin. Sie kam viel herum und lebte eine Zeit in Australien. Sie arbeitet als Feature-Journalistin bei der Irish Times in Dublin. 2009 war sie Fellow der Nieman Foundation for Journalism an der Harvard University. Sie wurde 2018 bei den „Newsbrands Ireland 2018 journalism awards“ ausgezeichnet.

## Werke (Auswahl)
- Muscle creek. Dublin: Raven Arts Press, 1991
- Sea legs : hitch-hiking the Irish coast alone. Dublin: New Island Books, 1992
- Dissecting the heart. Oldcastle: Gallery Press, 2003
- Pillars of the community. Dublin: The Irish Times, 2005
- A secret map of Ireland. Boston: Gemma, 2010
- Generations : ten decades of Irish life. Interviews. Dublin: Irish Times Books, 2015
- Elsewhere : one woman, one rucksack, one lifetime of travel. Dublin: Black Swan, 2020
- Comrades : a lifetime of friendships. Dublin: Doubleday, 2021